# European Solar Telescope
Le European Solar Telescope (ou EST) est un projet de télescope solaire mené par l’European Association for Solar Telescopes (EAST). La construction aux Canaries de ce télescope de 4 m de diamètre est prévue pour 2014-2019, et le début de ses observations pour 2020.